# Red Devils Roma
Red Devils Roma è una squadra motociclistica italiana che ha partecipato al campionato mondiale Superbike dal 2010 al 2015.

## Storia
Dopo aver fatto gareggiare come "Stop & Go Dunlop" nel campionato Italiano Velocità del 2009 il pilota Stefano Cruciani, che ha ottenuto il titolo nazionale della Superstock 1000 guidando una Ducati 1098, ha fatto gareggiare Lorenzo Zanetti nella Superstock 1000 FIM Cup 2010 con la denominazione di "SS Lazio Motorsport", sempre alla guida di una motocicletta Ducati. L'anno seguente, a stagione inoltrata, fa gareggiare nel Superstock 1000 FIM Cup 2011 il pilota Niccolò Canepa.
Nel 2012 cambia denominazione in "Red Devils Roma" e approda al campionato mondiale Superbike 2012 mantenendo l'accordo con Ducati e con Niccolò Canepa come unico pilota, salvo l'eccezione del Gran Premio di superbike di Brno 2012 quando deve essere sostituito da Alessandro Polita e delle ultime due gare della stagione in cui viene sostituito dal pilota francese Maxime Berger. Canepa termina la stagione al 20º posto.
Nel campionato mondiale Superbike 2013 stringe un accordo per gareggiare con motociclette Aprilia e ingaggia Michel Fabrizio ma, dopo un inizio promettente, lo sostituisce con lo spagnolo Toni Elías. Sempre lo stesso pilota spagnolo gareggia con la Aprilia RSV4 anche nel campionato mondiale Superbike 2014 ottenendo il nono posto finale.
Per il campionato mondiale Superbike 2015 sono invece ingaggiati lo spagnolo Jordi Torres e il britannico Leon Haslam che guidando sempre un'Aprilia, stavolta ufficiale, concludono la stagione rispettivamente al quinto e quarto posto.